# Gare du Plan-Plascassier
La gare du Plan-Plascassier est une halte ferroviaire française, fermée, de la ligne de Cannes-la-Bocca à Grasse. Elle est située au passage à niveau no 7, rue de la Halte, dans le quartier du Plan, à proximité du hameau de Plascassier; sur le territoire de la commune de Grasse, dans le département des Alpes-Maritimes en région Provence-Alpes-Côte d'Azur.
La halte est mise en service en 1892 par la Compagnie des chemins de fer de Paris à Lyon et à la Méditerranée (PLM) et fermée à une date indéterminée, sans doute 1938.

## Situation ferroviaire
Établie à 147 mètres d'altitude, la halte du Plan - Plascassier (PN 7) est située au point kilométrique (PK) 14,746 de la ligne de Cannes-la-Bocca à Grasse entre les gares de Mouans-Sartoux et de Grasse.

## Histoire

### Halte du Plan-de-Grasse
Lors de la mise en service, le 13 novembre 1871 par la Compagnie des chemins de fer de Paris à Lyon et à la Méditerranée (PLM) de son embranchement de Cannes-la-Bocca à Grasse, il n'y a pas de halte au passage à niveau situé près du hameau du Plan à Grasse. En août 1880 et avril 1881, le conseil général du département des Alpes-Maritimes émet des vœux pour que la Compagnie crée un arrêt pour les trains à ce hameau. Le Ministre des travaux publics, refuse ces demandes du fait que la « localité du Plan de Grasse » n'a que trop peu d'importance et que les voyageurs potentiels n'ont que 2 700 mètres à faire pour rejoindre la station de Mouans-Sartoux.
La « halte du Plan-de-Grasse » est ouverte en 1892 par la Compagnie du PLM. Elle dispose simplement d'un quai à proximité du passage à niveau no 7.
En 1911, dans la nomenclature des gares, stations et haltes du PLM, Plan-de-Grasse est une halte, numéro d'ordre 10, de la ligne de Cannes à Grasse, située entre les gares de Mouans-Sartoux et du terminus de Grasse. Elle est uniquement « ouverte au service complet de la grande vitesse, à l'exclusion des bagages, articles de messagerie, denrées, financces,valeurs et objets d'art et des voitures, chevaux et bestiaux ».

### Station du Plan-Plascassier
Un décret du Président de la République, Gaston Doumergue, du 3 août 1930, autorise la municipalité de Grasse à contracter un emprunt de 42 000 francs pour verser une subvention à la Compagnie PLM « en vue de la transformation en station de la halte de Plan-Plascassier ». Le remboursement doit s'effectuer en 20 ans avec le produit des surtaxes locales temporaires prélevées sur les voyageurs, les bagages, les chiens et les marchandises en grande vitesse. Elles seront perçues à la station.